# Château-ferme de Sterpenich
 (décembre 2022).
Si vous disposez d'ouvrages ou d'articles de référence ou si vous connaissez des sites web de qualité traitant du thème abordé ici, merci de compléter l'article en donnant les références utiles à sa vérifiabilité et en les liant à la section « Notes et références ».
Le château de Sterpenich est un château-ferme situé dans le village belge de Sterpenich (ville d’Arlon) en province de Luxembourg. Faisant partie du domaine privé, il ne se visite pas.

## Situation
Le château se situe dans la partie occidentale du village actuel de Sterpenich, en bordure nord du ruisseau d'Autelbas (un affluent de l’Eisch), à l'écart des routes principales. Il ressemble à une grosse ferme, ses différentes parties étant rassemblées autour d’une cour centrale rectangulaire. L'ensemble est aisément accessible par trois entrées par la rue de Berlaymont qui le longe du côté oriental.

## Description
Bien que les bâtiments constituant le château soient contigus et arrangés autour d'une cour centrale, la partie historiquement réservée au fermier, au sud, est clairement séparée de la partie « noble », jusqu'à un muret partitionnant la cour en deux.
Cette partie « ferme » est accessible en façade par un porche se trouvant entre deux tours carrées. La tour nord est surmontée de l'ange du jugement dernier sonnant sa trompette, rappelant la légende du nain de Sterpenich. Le toit de cette tour était en bulbe jusqu'en 1972. La ferme est accessible également du côté sud qui donne accès à une seconde cour, de type agricole, aussi par la rue de Berlaymont qui a la particularité d'avoir en son centre un tronçon non carrossable, au niveau de la partie sud de l'ensemble castral où la rivière tourne à angle droit pour le longer un peu du côté oriental. Le côté occidental offre aussi des accès aux écuries par les prairies.
La partie seigneuriale, au nord, est uniquement accessible en façade par un passage entouré de colonnes prolongées par un muret surmonté d'une grille d'apparence banale. Elle comprend aussi des écuries du côté occidental, ainsi que des greniers où les recettes en nature des taxes d'ancien régime pouvaient être stockées. Le côté occidental offre aussi un accès par un pignon avec fronton triangulaire depuis l'ancien jardin seigneurial.
Ces deux parties sont la propriété de deux familles non nobles depuis le XXe siècle : Limpach pour la partie « ferme » depuis 1933 et Pastoret pour la partie seigneuriale depuis 1925. La partie seigneuriale a été mise en vente en 2022. Plusieurs ménages habitent l'ensemble, vu le nombre de boîtes aux lettres existant en façade.

## Histoire
La présence d’un château, appartenant à l’ancienne famille des seigneurs de Sterpenich puis à celle d’Autel, est attestée dès le XIVe siècle, mais il finit par tomber en ruine faute d'occupation.
Le château actuel commença à être construit sur les anciennes fondations à partir de 1681 par Jean-Adam Pellot, entrepreneur général aux fortifications de Luxembourg puis d’Arlon, qui eut de gros problèmes financiers qui menèrent à quelques péripéties dans la propriété du château via des engagères conclues avec ses deux beaux-fils (Regemorte et Henron). Son beau-fils Jean-Baptiste Henron finit par acquérir la seigneurie au début du XVIIIe siècle et acheva la construction du château, le rendant habitable, mais il n'y habita pas non plus. La ferme, qui avait longtemps existé seule sur le site, bien séparée du reste, avait été reconstruite peu de temps avant et avait continué à être exploitée, mais brûla complètement quelques décennies plus tard.
Le château passa ensuite définitivement dans la famille de Tornaco par héritage à la fin du XVIIIe siècle, puis dans la famille de Berlaymont de Bormenville par mariage en 1840. Des agrandissements et aménagements importants supplémentaires furent alors faits. Adrien de Berlaymont vendit le château (sauf la ferme) en 1904 à cinq religieuses de Châlons-sur-Marne voulant échapper à la loi Combes ; elles le revendirent en 1925 à la famille Pastoret. La ferme fut vendue en 1923 par les de Berlaymont à la famille Hainaux, fermiers à Sterpenich et exploitants de la ferme castrale, qui la revendirent à la famille Limpach en 1933.
Le château est classé au patrimoine majeur de la Région wallonne depuis le 3 août 1956.
La ferme et la prairie en face ont servi de gîte pour l'organisation Agritourisme.

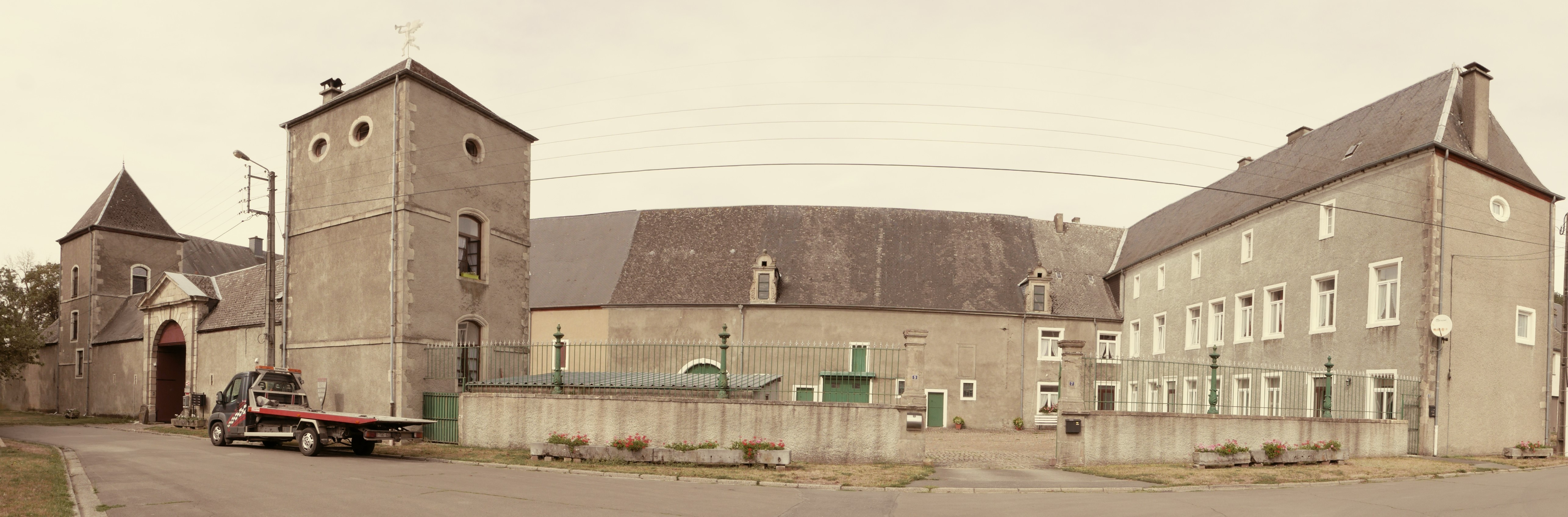
Vue panoramique du château depuis la rue de Berlaymont.